# Djebels Safeh
Djebels Safeh är en ås i Algeriet. Den ligger i provinsen Tiaret, i den norra delen av landet, 220 km sydväst om huvudstaden Alger.